# Nandlstadt
Nandlstadt – gmina targowa w Niemczech, w kraju związkowym Bawaria, w rejencji Górna Bawaria, w regionie Monachium, w powiecie Freising. Leży około 15 km na północny wschód od Dachau.

## Dzielnice
Gmina dzieli się na następujące dzielnice: Aiglsdorf, Airischwand, Altfalterbach, Andorf, Bauernried, Baumgarten, Bockschwaig, Brudersdorf, Faistenberg, Figlsdorf, Großgründling, Gründl, Hadersdorf, Hausmehring, Höll, Holzen, Kainrad, Kitzberg, Kleingründling, Kleinwolfersdorf, Kollersdorf, Kronwinkl, Meilendorf, Oberholzhäuseln, Oberschwaig, Rehloh, Reith, Riedglas, Riedhof, Schatz, Spitz, Thalsepp, Tölzkirchen, Unterholzhäuseln, Wadensdorf, Weihersdorf, Zeilhof i Zulehen.

## Demografia
Dane o ludności z 31 grudnia 2008:
| Opis                                | Ogółem | Ogółem | Kobiety | Kobiety | Mężczyźni | Mężczyźni |
| ----------------------------------- | ------ | ------ | ------- | ------- | --------- | --------- |
| Jednostka                           | osób   | %      | osób    | %       | osób      | %         |
| Populacja                           | 4967   | 100    | 2451    | 49,35   | 2516      | 50,65     |
| Wiek przedprodukcyjny (0–17 lat)    | 1012   | 20,37  | 493     | 9,93    | 519       | 10,45     |
| Wiek produkcyjny (18–65 lat)        | 3207   | 64,57  | 1557    | 31,35   | 1650      | 33,22     |
| Wiek poprodukcyjny (powyżej 65 lat) | 748    | 15,06  | 401     | 8,07    | 347       | 6,99      |

## Polityka
Wójtem gminy jest Jakob Hartl, rada gminy składa się z 16 osób.
|      | CSU | SPD | Zieloni | UW | BL | Razem |
| 2008 | 4   | 1   | -       | 5  | 6  | 16    |
| 2002 | 8   | 1   | 1       | 6  | -  | 16    |